# Metabiantes trifasciatus
Metabiantes trifasciatus – gatunek kosarza z podrzędu Laniatores i rodziny Biantidae.

## Występowanie
Gatunek występuje w Afryce Wschodniej.